# Лиман Леонід
Леоні́д Ли́ман (нар. 13 серпня 1922, Малі Сорочинці — пом. 31 жовтня 2003, Нью-Йорк) — український поет, публіцист, літературний критик. Яскравий представник українського модернізму.

## Життєпис
Народився в сім'ї священика у селі Малі Сорочинці на Полтавщині.
Батька розстріляли більшовики, трагічно обірвалося життя й мами. Від голоду й страшного животіння в радянському сиротинці, який мало чим відрізнявся від зони, його врятували чужі люди, перед якими Л. Лиман
вважав себе боржником до кінця свого життя.
Віршуванням захопився ще будучи школярем. У 1939—1941 роках студіював в Харківському учительському інституті.
В часі Другої світової війни співпрацює у газеті «Нова Україна» (Харків). Подорожує по Україні. Відвідує окуповані німцями Одесу, Миколаїв, Донецьк (певний час мешкав, імовірно, у Краматорську, про що свідчить його вірш «Краматорськ»), стає свідком розкопок масових захоронень людей знищених радянським тоталітарним режимом у Вінниці (1943).
Оселяється у Львові, друкується у газетах «Львівські вісті», «Краківські вісті (газета)», у часописах Наші дні, Золотий перстень. Заприязнюється з визначними літературними діячами Євгеном Маланюком та Михайлом Орестом. Під кінець війни еміґрує на захід Європи, де перебуває в таборах переміщених осіб. Разом з поетом Леонідом Полтавою, за допомоги Володимира Ярошевича потайки вивозять українські шрифти з колишньої друкарні журналу «Дозвілля» та газети "Земля" з міста Плауена (радянська окупаційна зона) і, таким чином, започатковують український друк спочатку в Реґенсбурзі на Дунаї, а згодом — видавництво "Прометей" в Новому Ульмі.
Лиман був мовним редактором в газеті «Українські вісті» (Ной-Ульм), публікувався в «Альманасі МУРу», «Світанні», «Арці». 1949 переїхав до США до Нью-Йорку. Попервах працював натирачем підлоги. У 1960-70-х роках власними силами видавав "Нотатник" — місячник суспільно-політичної проблематики. Публікувався в газетах «Український Прометей», «Українська літературна газета», «Українські вісті», журналі «Сучасність».
Був членом ОУП «Слово».
|  | ...Дехто з критиків вважає його за одного з двох-трьох найкращих поетів його покоління. І справді, коли порівняти його творчість із поезіями однолітків, вона дивує дозрілістю, великим художнім контролем та холодною проникливістю спостереження... Це — поезія великої лаконічности і стриманости вислову, мінімальности мистецьких засобів та низької почуттєвої температури. Вона являє собою цікавий і незвичайний процес: коли здебільшого українські поети несвідомо "з'їжджають" у публіцистику, — Лиман починає з публіцистики і надиво часто "виїжджає" на верхи поезії....Поет посередньо вказує на жах чутливої людини перед жорстокою, мертвою добою, що її технологія спрямована на війну, смерть і знищення. Єдина відповідь на нелюдськість доби — горда резигнація та іронія. Тут відчуваємо, хоч дуже далеку, але все таки виразну, співзвучність із еліотівським світом порожнечі і нудьги та з світом Пабльо Неруди, де конкретні, випадкові деталі щоденности передають метафізичні правди людства. |

## З творчого доробку

### Проза
- Колгоспники[3] (1956)
- Повість про Харків[4] (1996)

### Поезія
- Ти знов живеш у Харкові тепер! (1994)

### Статті і публіцистика
- Лиман Л. З листа в Европу // Слово. Збірник 3. — Нью-Йорк: ОУП, 1968. — С. 191.
- Лиман Л. Демографічна політика і демографічна дійсність у Радянському Союзі // Сучасність. — 1976. — Ч. 4 (184). — С. 101—103.
- Лиман Л. Хто фальсифікатори? // Сучасність. — 1976. — Ч. 3 (183). — С. 55—59.
- Лиман Л. Ювілеї // Літературно-науковий збірник — 1. — Нью-Йорк: Укр.-американське видавництво, 1952. — С. 3-6.

### Вибране
- Леонід Лиман. Пам'ять: Поезія і проза, Р. Доценко (упор., ред.), Київ, 2002. ISBN 966-95840-8-6
- Лиман Л. Вічне // Слово і зброя: Антологія української поезії, присвяченої УПА і революційно-визвольній боротьбі 1942—1967 / Упоряд. Л.Полтава. — Торонто — Онтаріо, 1968. — С. 35.

## Вшанування пам'яті
В Полтаві існує вулиця Леоніда Лимана.